# Gian Rinaldo Carli
Gian Rinaldo Carli (Capodistria, 11 aprile 1720 – Milano, 22 febbraio 1795) è stato uno scrittore, economista, storico, filosofo e numismatico italiano, di origine istriana, fra i più celebri del suo tempo.

## Biografia

### Gli anni della formazione e dell'insegnamento
Figlio del conte Rinaldo e della nobildonna Cecilia Imberti, entrambi capodistriani, Gian Rinaldo frequenta nella sua città natale l'Istituto Giustinopolitano, oggi liceo-ginnasio che porta il suo nome, rivelando una netta predisposizione sia per le Lettere sia per le Scienze. Quindicenne, verrà inviato a Flambro (oggi frazione di Talmassons), in Friuli, per seguire i corsi di Scienze esatte dell'abate Giuseppe Bini, con il quale manterrà una relazione epistolare anche quando, un anno e mezzo più tardi, si trasferirà prima a Modena, dove avrà come maestro Ludovico Antonio Muratori, e poi a Verona, dove entrerà in contatto con Scipione Maffei. Nel 1738 intraprende gli studi di Giurisprudenza presso l'Università degli Studi di Padova, facendosi subito notare per intelligenza e vastità di cultura, tanto da essere ammesso, appena ventenne, nell'Accademia dei Ricovrati. I suoi interessi sono però orientati verso le scienze, la storia e le lettere classiche: di questo periodo sono i saggi l'Aurora Boreale (1738), le Antichità di Capodistria (1741) e l'Indole del teatro tragico antico e moderno 1743). È di quel periodo Osservazioni sulla musica antica e moderna, breve trattato scritto nel 1743 (ma pubblicato solo quarant'anni più tardi), che indirizzò all'amico e corregionale Giuseppe Tartini.
Nel 1744 viene rappresentato a Venezia un suo dramma mitologico: l'Ifigenia in Tauride. Un anno più tardi le autorità universitarie istituiscono una cattedra di Scienza nautica che affidano al giovane erudito capodistriano.

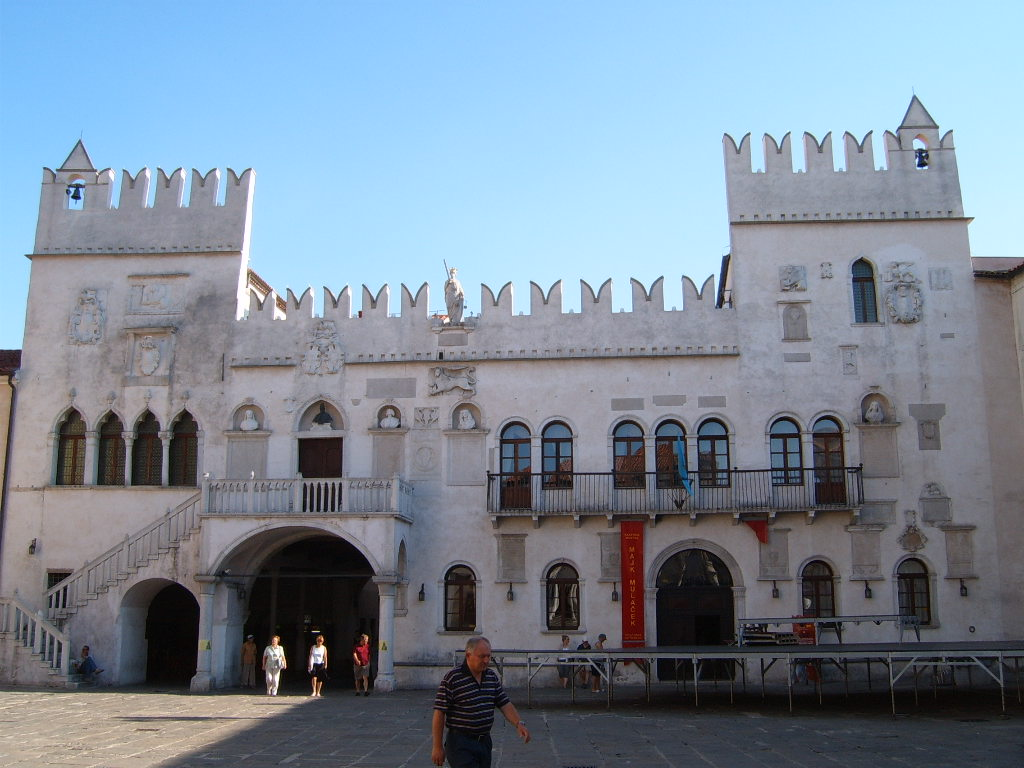
Palazzo Pretorio a Capodistria, città natale di Gian Rinaldo Carli

A Padova Carli resterà fino al 1751, alternando la sua attività di insegnante a quella di letterato. In quegli anni vengono infatti dati alle stampe alcune importanti opere, fra cui Della spedizione degli Argonauti in Colco (1748) e il poema Andropologia, ovvero della società e della felicità, composizione didascalica in parte influenzata dagli ideali illuministi che in quegli anni si stavano diffondendo in Italia e nell'Europa tutta. Nel 1751, il trentunenne professore pubblica due saggi che costituiranno la base delle sue concezioni economiche in età matura: Dell'origine e commercio delle monete e Osservazioni preventive al piano delle monete.

### La maturità e il periodo milanese
In quello stesso anno Carli decide di abbandonare l'insegnamento e rientrare nella sua Capodistria natale. La morte della moglie, una nobildonna veneta spentasi di tubercolosi a soli venticinque anni di età (1749) (che egli commemorerà in un toccante manoscritto biografico), la responsabilità di un figlio, restato orfano di madre alla tenerissima età di un anno e mezzo e forse anche la nostalgia per la propria terra, lo spingono a prendere tale decisione. Nella città istriana Carli resterà solo due anni, alternando la quieta vita nella dimora paterna a frequenti soggiorni trascorsi a Pola e a Trieste. Nel 1753, le sollecitazioni di amici e conoscenti, unitamente al grande successo e diffusione che stanno ottenendo le sue opere, e principalmente i due saggi di economia recentemente pubblicati, lo inducono ad abbandonare nuovamente l'Istria e a stabilire la propria residenza prima a Milano (1753-1756), poi in Toscana, dove viene dato alle stampe il Saggio politico ed economico sopra la Toscana fatto nell'anno 1757. In quest'opera di ampio respiro l'autore, prendendo spunto da situazioni di ambito locale, finisce con l'impostare un discorso di carattere generale sulla produzione della ricchezza in uno Stato moderno e su tutti gli ostacoli (dazi, balzelli, leggi anacronistiche o chiaramente inique, particolarismi locali ecc.) che ne impediscono lo sviluppo. L'incontro fra il pensatore capodistriano e le idee e i fermenti di matrice illuminista che percorrono l'Italia del tempo si realizza in questo saggio pienamente.

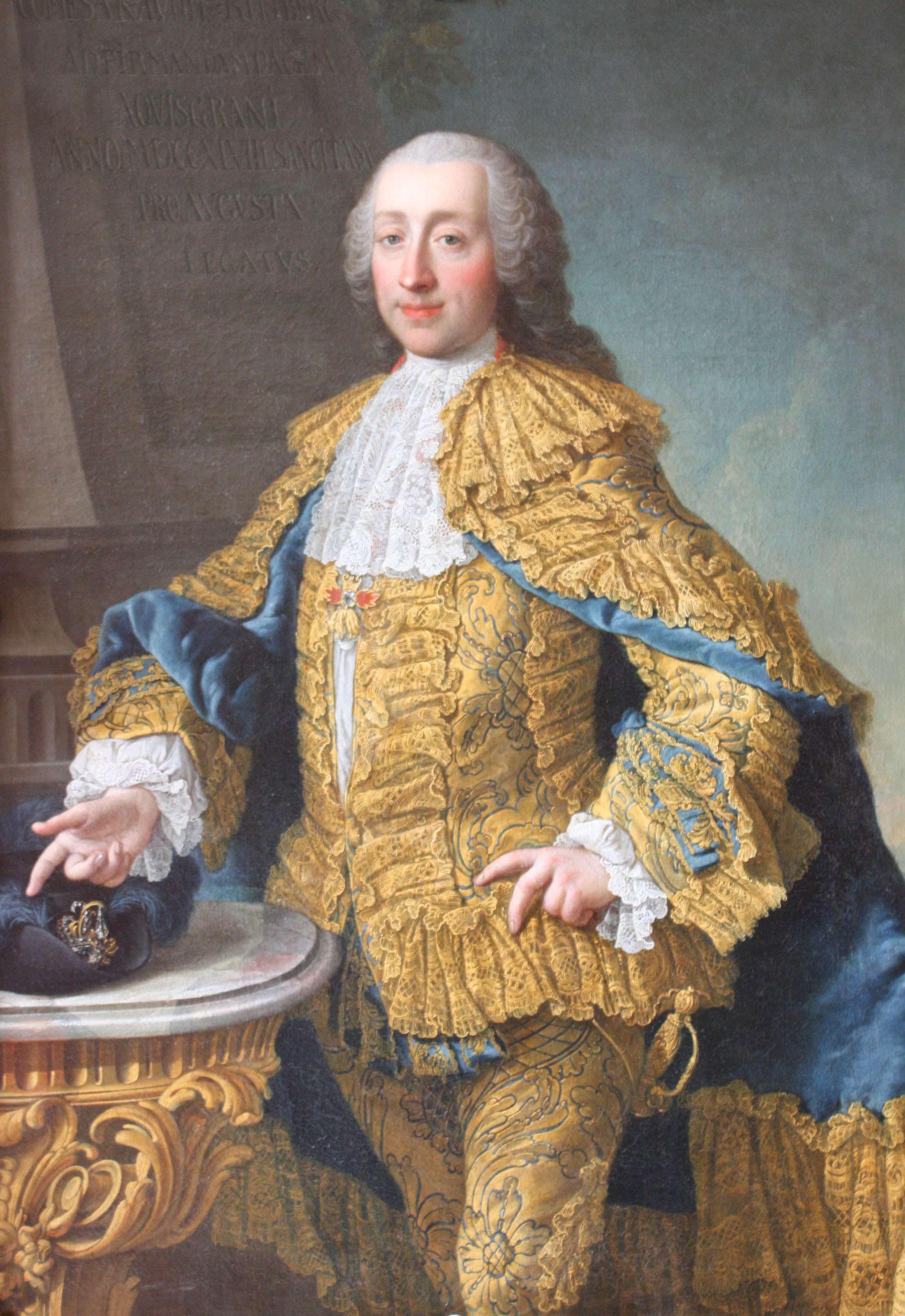
Ritratto di Wenzel Anton von Kaunitz-Rietberg

In quegli anni (1754-1760) vede la luce anche la sua opera più celebre: Delle monete e delle Istituzioni delle zecche d'Italia, monumentale sintesi di storia, diritto e scienza delle finanze. L'opera, tradotta successivamente nelle grandi lingue di cultura dell'Europa del tempo diverrà essa stessa stimolo per un ulteriore sviluppo degli studi economici e finanziari in molte università italiane e straniere.
Lasciata anche la Toscana (1758) Carli si trasferisce prima a Venezia per occuparsi dei cospicui beni della defunta moglie, poi, dal 1763, nuovamente in Istria, e, nella primavera del 1765 a Parma. Nell'autunno di quello stesso anno il ministro austriaco Kaunitz-Rietberg gli propone di assumere la presidenza del Supremo Consiglio dell'Economia del Ducato di Milano, entità statuale dominata all'epoca dagli Asburgo.. Lo studioso capodistriano accetta, e, presa una casa in affitto a Milano, svolgerà quest'incarico per ben quindici anni, al termine dei quali si ritirerà a vita privata.
È questo un periodo fondamentale per la sua attività di economista e di saggista. Nel 1765 sul n.2 de Il Caffè esce Della patria degli Italiani celeberrimo articolo sui difetti e le idiosincrasie degli italiani del tempo, intriso di sdegno per l'asservimento di tanti suoi connazionali allo straniero ma nel contempo vibrante di caldo ardore patriottico. L'articolo, pubblicato sotto forma anonima e per lungo tempo attribuito all'amico Pietro Verri, riveste un'importanza storica decisiva perché verrà ripreso nell'Ottocento e sarà fonte di ispirazione per tanti patrioti italiani di convinzioni liberali. Vi si immagina di una persona anonima che, entrata in un caffè di Milano, venga apostrofata come “forestiera” da Alcibiade un avventore, non essendo Milanese, a cui il forestiero ribatterà: “Un italiano in Italia non è mai forestiero”..
Nella seconda metà degli anni sessanta e per tutti gli anni settanta del settecento la sua produzione avrà un'attinenza sempre più stretta all'alto incarico da lui ricoperto vertendo soprattutto su temi di carattere economico-finanziario. Fra le numerose pubblicazioni di questo periodo una menzione particolare va fatta a: Osservazioni preventive intorno alle monete di Milano, le Nuove osservazioni sullo studio delle monete, Del libero commercio dei grani e, in polemica con Pietro Verri, Nuove osservazioni sulla riforma delle monete.

### Gli ultimi anni

Gian Rinaldo Carli nel francobollo celebrativo del Liceo Ginnasio di Pisino d'Istria

Nel 1780, dopo quindici anni di ininterrotto servizio come uno fra i massimi responsabili della politica economica e finanziaria imperiale nello Stato milanese, Carli rinuncia ad ogni incarico pubblico, potendosi in tal modo consacrare interamente ai suoi studi scientifici, economici e storici. Fra questi ultimi è doveroso citare le Lettere americane (1780) sullo sviluppo delle civiltà precolombine e le similitudini fra queste e il mondo occidentale. Grande interesse in Italia e all'estero suscitano anche i cinque volumi Delle antichità italiche (1788), opera di ampio respiro, in cui l'autore tratteggia un'erudita sintesi della storia delle passate grandezze del suo Paese dagli Etruschi fino al XIV secolo. La rassegna comprende naturalmente anche Istria e Dalmazia, all'epoca percepite come parte integrante d'Italia e in qualche modo riecheggia i grandi temi cari al Muratori, suo maestro in gioventù. Nel 1794 l'erudito dà alle stampe un polemico libello contro Jean Jacques Rousseau e il suo pensiero: Della disuguaglianza fisica, morale e civile fra gli uomini. È la sua ultima fatica letteraria. Pochi mesi più tardi, nel febbraio del 1795, Gian Rinaldo Carli si spegne a Milano (secondo altre fonti, a Cusano, oggi Cusano Milanino) all'età di settantacinque anni non ancora compiuti.

## Il pensiero politico ed economico

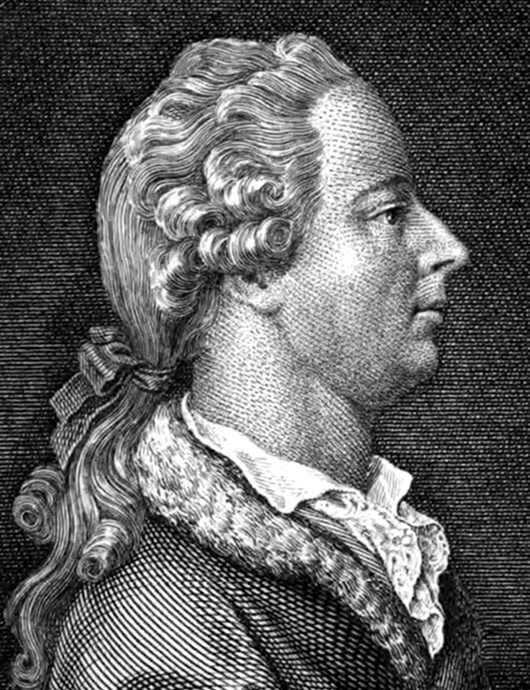
Pietro Verri, amico di Carli

Personaggio cosmopolita, uomo di grande erudizione e dai molteplici interessi culturali che andavano dalle scienze alla letteratura, dall'economia alla storia, Carli lasciò una profonda impronta nella cultura della sua epoca, percepita chiaramente dai contemporanei e dalle generazioni successive, fino ai nostri giorni. Frequentò i grandi intellettuali riformatori italiani del tempo e con alcuni di essi entrò in rapporti di amicizia, basti pensare a Pietro Verri, Cesare Beccaria, Paolo Frisi. Uomo misurato e pragmatico, ci ha tuttavia lasciato uno dei più emozionanti manifesti di italianità del settecento, e alla morte della sua prima moglie, la nobildonna Paolina Rubbi, scrisse un commosso e straziante omaggio in memoria della donna amata e perduta, il cui manoscritto, conservatosi fino ai giorni nostri, ha ispirato un grande romanziere italiano contemporaneo.

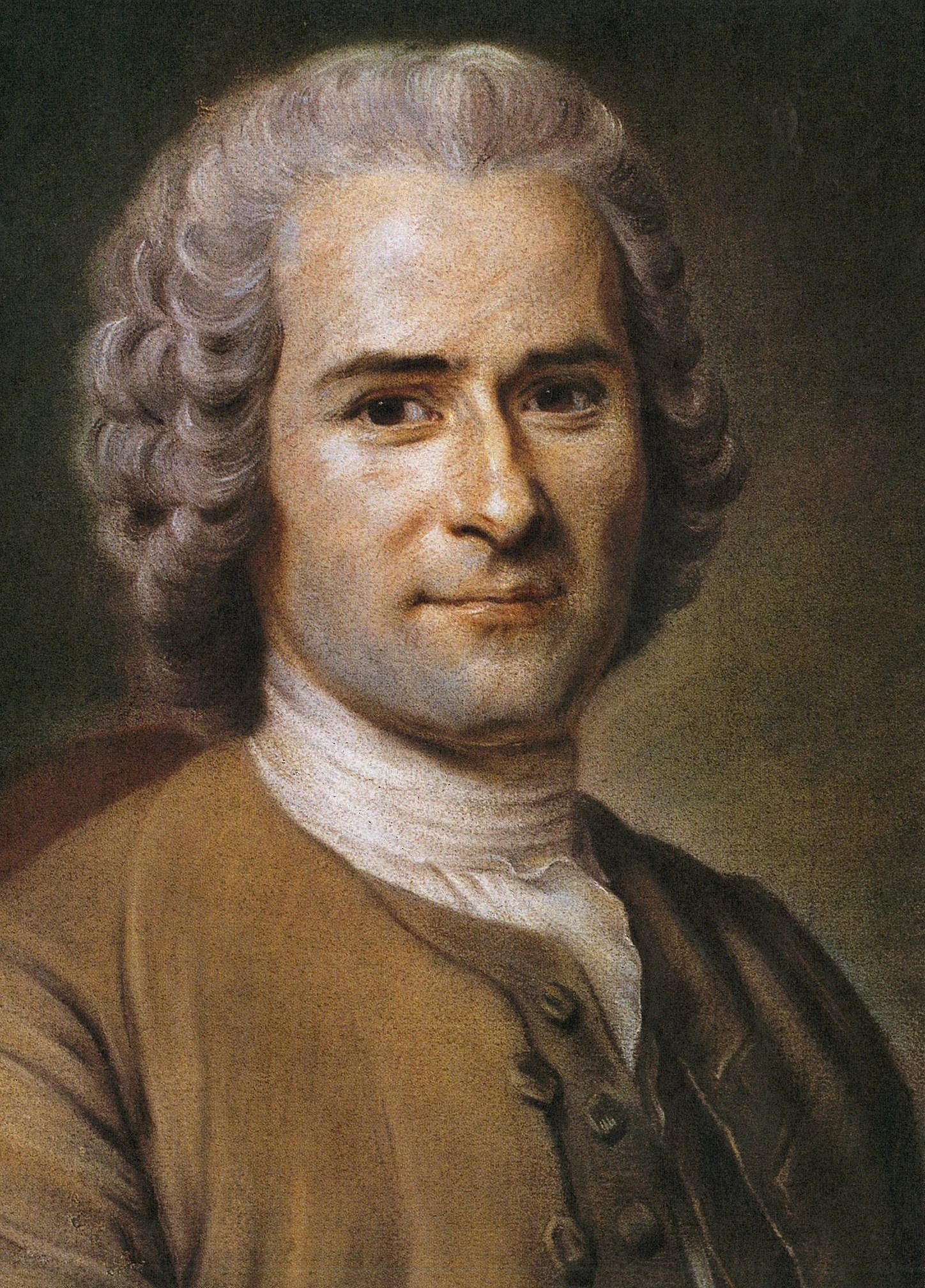
Il filosofo ginevrino Jean Jacques Rousseau

In politica Carli fu tuttavia un moderato, legato idealmente al pre-illuminismo del Muratori e del Maffei e profondamente influenzato dall'appartenenza a un'aristocrazia, quella istriana, di origine veneto-coloniale, fondamentalmente mercantile e cosmopolita. Alieno da ideali rivoluzionari, polemizzò ripetutamente con Jean Jacques Rousseau e con lo stesso Verri. La sua indubbia italianità non gli impedì di vedere nella monarchia asburgica e nel riformismo moderato teresiano e giuseppino un fattore di progresso per Milano e gli altri paesi posti sotto il dominio austriaco. Egli stesso si fece portatore di una politica economica e finanziaria non audace, ma efficace, cercando sempre di raggiungere, nella sua veste di Presidente del Supremo Consiglio d'Economia dello Stato milanese, compromessi accettabili sia con il governo vicereale che con quello centrale, a Vienna.
Nell'ultima parte della sua vita tuttavia, dopo aver rinunciato al prestigioso incarico che ricopriva, Gian Rinaldo Carli si allontanò gradualmente dal riformismo illuminato che aveva contraddistinto la sua attività di scrittore, economista e uomo politico, per arroccarsi su posizioni sempre più conservatrici. Lo scoppio della Rivoluzione francese e il cieco furore mostrato dai patrioti giacobini nei confronti delle classi aristocratiche determinarono una vera e propria rottura con gli ideali dei Philosophes, testimoniato dal suo ultimo pamphlet contro Jean Jacques Rousseau e lo spirito dei lumi
A Gian Rinaldo Carli sono stati dedicati, fra gli altri, due istituti scolastici: L'Istituto Tecnico Commerciale Statale di Trieste e il Ginnasio di Capodistria

## Opere
- Dissertazione intorno alla declinazione, o variazione della calamita, e bussola nautica, dal polo, Venezia, Benedetto Milocco, 1747.
- Dell'origine e del commercio della moneta, Venezia, All'Haja, 1751.
- Lettere americane, Parte prima, Milano, Monistero di s. Ambrogio Maggiore, 1785.
  -  Lettere americane, Parte seconda, Milano, Monistero di s. Ambrogio Maggiore, 1785.
  -  Lettere americane, Parte terza, Milano, Monistero di s. Ambrogio Maggiore, 1786.
  -  Lettere americane, Parte quarta, Milano, Monistero di s. Ambrogio Maggiore, 1786.
- Opere, Milano.
  -  Opere, vol. 9, Milano, Monistero di s. Ambrogio Maggiore, 1785.
  -  Opere, vol. 10, Milano, Monistero di S. Ambrogio Maggiore, 1785.
  -  Opere, vol. 19, Milano, Monistero di S. Ambrogio Maggiore, 1785.

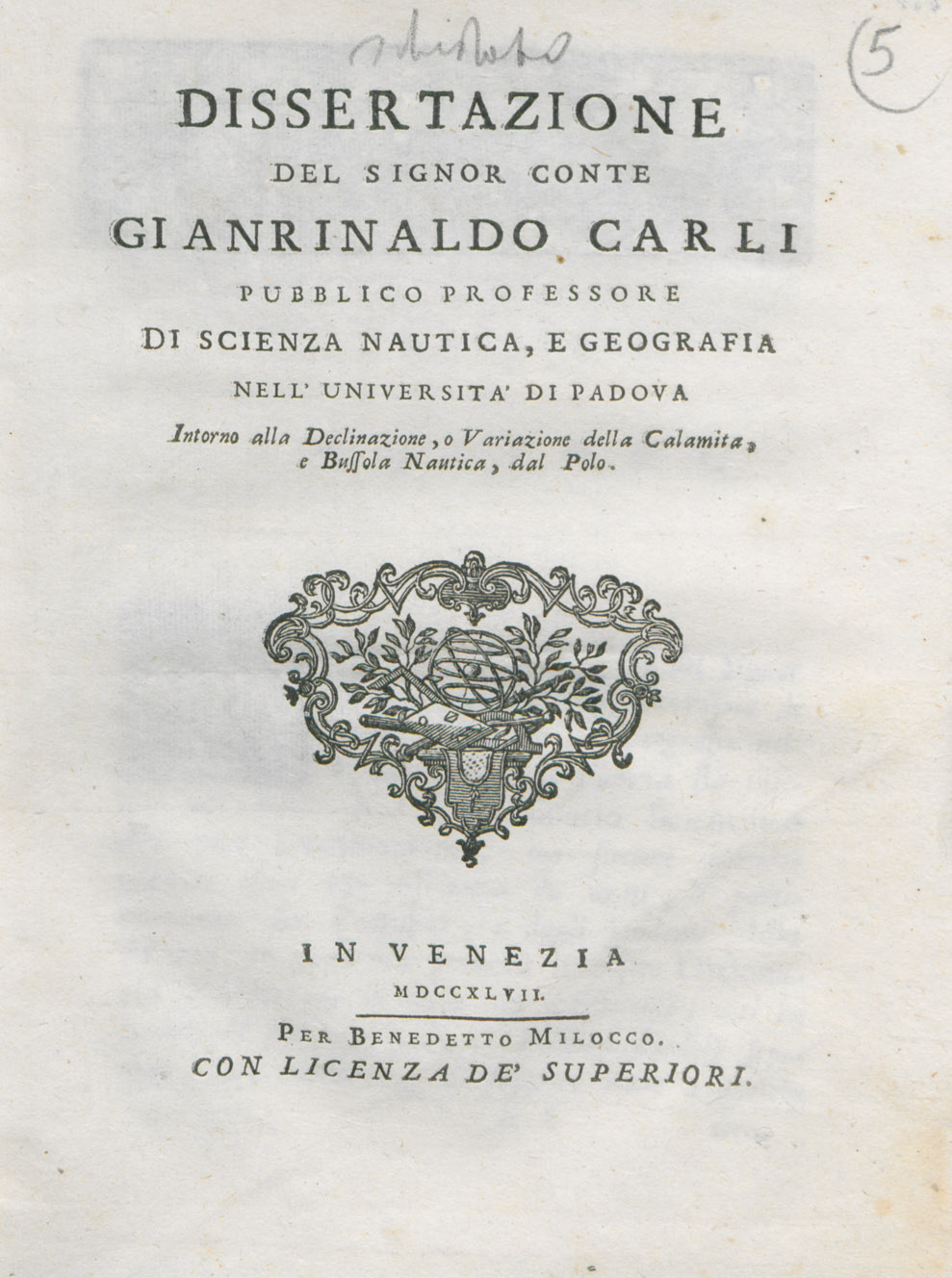
Dissertazione intorno alla declinazione, o variazione della calamita, e bussola nautica, dal polo, 1747

- Osservazioni sulla musica antica e moderna e Intorno alla difficoltà di ben tradurre, a cura di Stefano Bianchi, Istituto giuliano di storia, cultura e documentazione, Trieste, 2004.